# La Serre
Pour les articles homonymes, voir La Serre (homonymie).
La Serre est une commune française située dans le département de l'Aveyron, en région Occitanie.

## Géographie

### Généralités
Dans la moitié sud du département de l'Aveyron, dans le parc naturel régional des Grands Causses, la commune de La Serre s'étend sur 18,52 km2.
L'altitude minimale, 398 mètres, se trouve localisée au nord, là où le ruisseau de Goussilles quitte la commune et entre dans celle de Martrin. L'altitude maximale avec 668 mètres se situe à l'ouest entre les lieux-dits la Borie d'Alricie et Lestrade.
Traversé par la route départementale (RD) 151, le village d'Anglas — où est implantée la mairie de La Serre —  est situé, en distances orthodromiques, dix-huit kilomètres au sud-ouest de Saint-Affrique.
La commune est également desservie par la RD 501.

### Communes limitrophes
La Serre est limitrophe de quatre autres communes.
À l'ouest, son territoire est distant de moins de quatre-cents mètres de celui de Coupiac.
| Martrin                |          | Saint-Juéry |
|                        | La Serre |             |
| Saint-Sernin-sur-Rance |          | Combret     |

### Villages
Anglas, Monteils et Saint-Christophe.

### Hydrographie

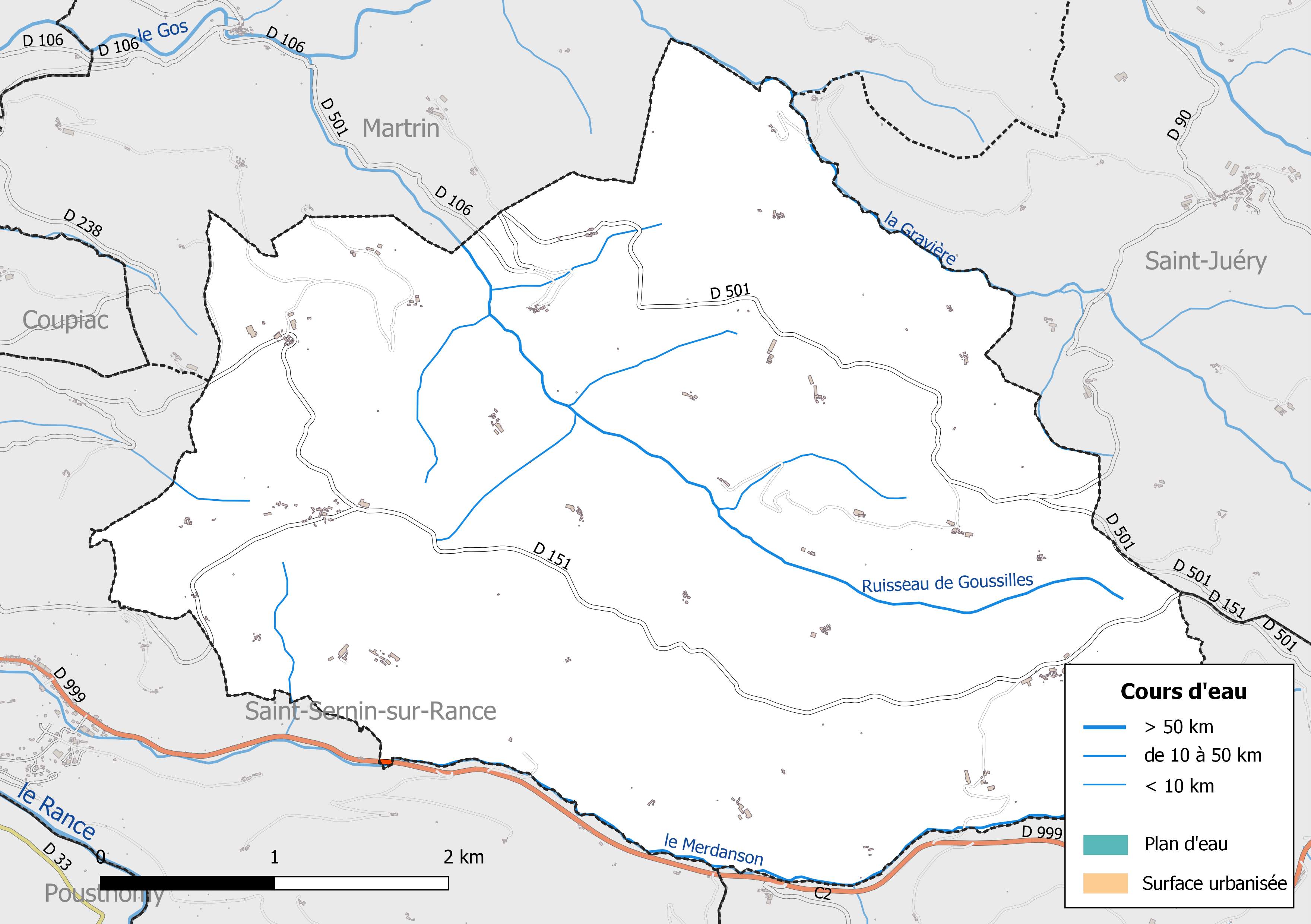
Réseaux hydrographique et routier de la La Serre.

La commune est drainée par le Merdanson, la Gravière, le ruisseau de Goussilles et par divers petits cours d'eau.
Elle est bordée au sud sur environ six kilomètres par le Merdanson, un affluent du Rance et au nord sur trois kilomètres par la Gravière, un affluent du Gos. Elle est également arrosée par le ruisseau de Goussilles, un autre affluent du Gos.

### Climat
Pour des articles plus généraux, voir Climat de l'Occitanie et Climat de l'Aveyron.
En 2010, le climat de la commune est de type climat océanique altéré, selon une étude s'appuyant sur une série de données couvrant la période 1971-2000. En 2020, Météo-France publie une typologie des climats de la France métropolitaine dans laquelle la commune est exposée à un climat de montagne et est dans la région climatique Sud-est du Massif Central, caractérisée par une pluviométrie annuelle de 1 000 à 1 500 mm, minimale en été, maximale en automne.
Pour la période 1971-2000, la température annuelle moyenne est de 11,1 °C, avec une amplitude thermique annuelle de 15,3 °C. Le cumul annuel moyen de précipitations est de 1 036 mm, avec 11,7 jours de précipitations en janvier et 6,7 jours en juillet. Pour la période 1991-2020, la température moyenne annuelle observée sur la station météorologique la plus proche, située sur la commune de Montlaur à 12 km à vol d'oiseau, est de 12,5 °C et le cumul annuel moyen de précipitations est de 705,4 mm,. Pour l'avenir, les paramètres climatiques de la commune estimés pour 2050 selon différents scénarios d'émission de gaz à effet de serre sont consultables sur un site dédié publié par Météo-France en novembre 2022.

### Milieux naturels et biodiversité

#### Espaces protégés
La protection réglementaire est le mode d’intervention le plus fort pour préserver des espaces naturels remarquables et leur biodiversité associée.
Dans ce cadre, la commune fait partie d'un espace protégé, le Parc naturel régional des Grands Causses, créé en 1995 et d'une superficie de 327 937 ha, qui s'étend sur 97 communes. Ce territoire rural habité, reconnu au niveau national pour sa forte valeur patrimoniale et paysagère, s’organise autour d’un projet concerté de développement durable, fondé sur la protection et la valorisation de son patrimoine,,.

#### Zones naturelles d'intérêt écologique, faunistique et floristique

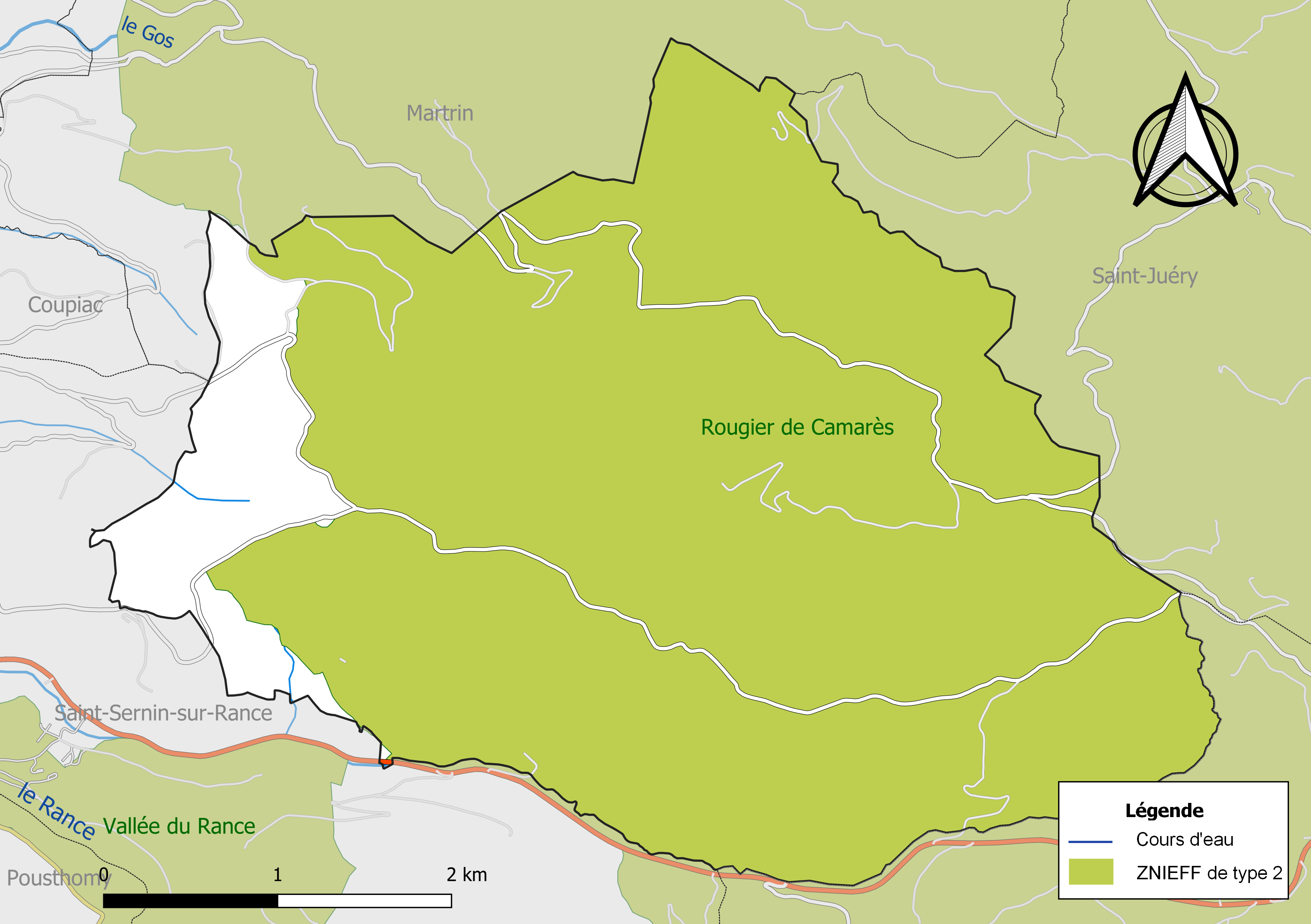
Carte de la ZNIEFF de type 2 localisée sur la commune.

L’inventaire des zones naturelles d'intérêt écologique, faunistique et floristique (ZNIEFF) a pour objectif de réaliser une couverture des zones les plus intéressantes sur le plan écologique, essentiellement dans la perspective d’améliorer la connaissance du patrimoine naturel national et de fournir aux différents décideurs un outil d’aide à la prise en compte de l’environnement dans l’aménagement du territoire.
Le territoire communal de La Serre comprend une ZNIEFF de type 2,, 
le « Rougier de Camarès » (56 714 ha), qui s'étend sur 33 communes dont 32 dans l'Aveyron et 1 dans l'Hérault.

## Urbanisme

### Typologie
Au 1er janvier 2024, La Serre est catégorisée commune rurale à habitat très dispersé, selon la nouvelle grille communale de densité à 7 niveaux définie par l'Insee en 2022.
Elle est située hors unité urbaine et hors attraction des villes,.

### Occupation des sols

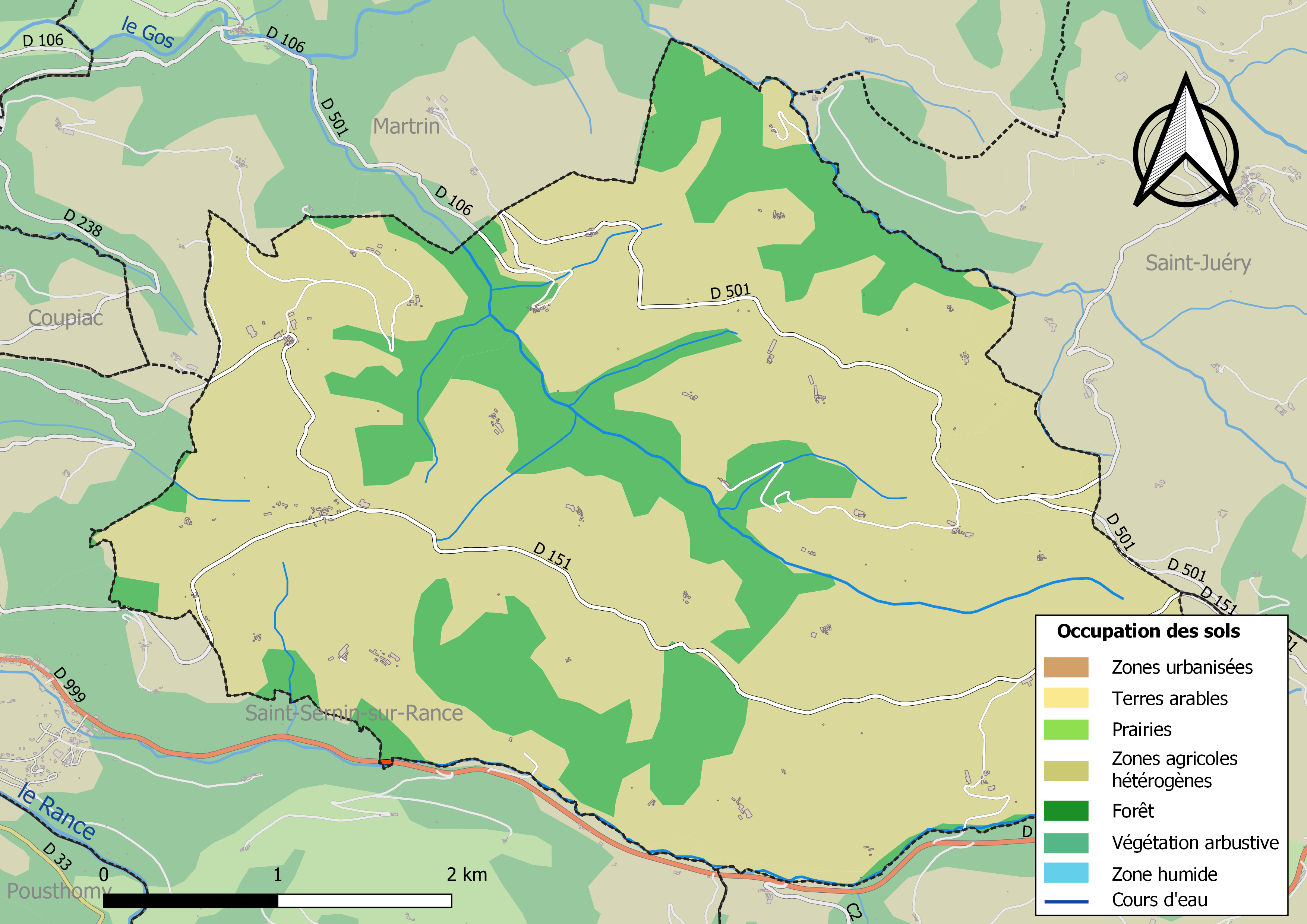
Infrastructures et occupation des sols de la commune de La Serre.

L'occupation des sols de la commune, telle qu'elle ressort de la base de données européenne d’occupation biophysique des sols Corine Land Cover (CLC), est marquée par l'importance des territoires agricoles (77,5 % en 2018), une proportion identique à celle de 1990 (77,5 %). La répartition détaillée en 2018 est la suivante : 
zones agricoles hétérogènes (77,5 %), forêts (22,5 %).

### Planification
La loi SRU du 13 décembre 2000 a incité fortement les communes à se regrouper au sein d’un établissement public, pour déterminer les partis d’aménagement de l’espace au sein d’un SCoT, un document essentiel d’orientation stratégique des politiques publiques à une grande échelle. La commune est dans le territoire du SCoT du Parc naturel régional des Grands Causses, approuvé le vendredi 7 juillet 2017 par le comité syndical et mis à l’enquête publique en décembre 2019. La structure porteuse est le Pôle d'équilibre territorial et rural du PNR des Grands Causses, qui associe huit communautés de communes, notamment la communauté de communes Monts, Rance et Rougier, dont la commune est membre.
La commune, en 2017, avait engagé l'élaboration d'un plan local d'urbanisme.

### Risques majeurs
Le territoire de la commune de La Serre est vulnérable à différents aléas naturels : climatiques (hiver exceptionnel ou canicule), feux de forêts et séisme (sismicité très faible).
Il est également exposé à un risque technologique, le transport de matières dangereuses, et à deux risques particuliers, les risques radon et minier,.

#### Risques naturels
Le Plan départemental de protection des forêts contre les incendies découpe le département de l’Aveyron en sept « bassins de risque » et définit une sensibilité des communes à l’aléa feux de forêt (de faible à très forte). La commune est classée en sensibilité faible.
Les mouvements de terrains susceptibles de se produire sur la commune sont liés au retrait-gonflement des argiles, conséquence d'un changement d'humidité des sols argileux. Les argiles sont capables de fixer l'eau disponible mais aussi de la perdre en se rétractant en cas de sécheresse. Ce phénomène peut provoquer des dégâts très importants sur les constructions (fissures, déformations des ouvertures) pouvant rendre inhabitables certains locaux. La carte de zonage de cet aléa peut être consultée sur le site de l'observatoire national des risques naturels Georisques

#### Risques technologiques
Le risque de transport de matières dangereuses sur la commune est lié à sa traversée par une route à fort trafic. Un accident se produisant sur une telle infrastructure est en effet susceptible d’avoir des effets graves au bâti ou aux personnes jusqu’à 350 m, selon la nature du matériau transporté. Des dispositions d’urbanisme peuvent être préconisées en conséquence.

#### Risques particuliers
La commune est concernée par le risque minier, principalement lié à l’évolution des cavités souterraines laissées à l’abandon et sans entretien après l’exploitation des mines.
Dans plusieurs parties du territoire national, le radon, accumulé dans certains logements ou autres locaux, peut constituer une source significative d’exposition de la population aux rayonnements ionisants. Toutes les communes du département sont concernées par le risque radon à un niveau plus ou moins élevé. Selon le dossier départemental des risques majeurs du département établi en 2013, la commune de La Serre est classée à risque moyen à élevé. Un décret du 4 juin 2018 a modifié la terminologie du zonage définie dans le code de la santé publique et a été complété par un arrêté du 27 juin 2018 portant délimitation des zones à potentiel radon du territoire français. La commune est désormais en zone 3, à savoir zone à potentiel radon significatif.

## Histoire
Créée à la Révolution, la commune de Monteils fusionne en 1833 avec celle de Saint-Sernin-sur-Rance. En 1880, la commune de La Serre est créée depuis le territoire de Saint-Sernin-sur-Rance.

## Politique et administration

### Découpage territorial
La commune de La Serre est membre de la communauté de communes Monts, Rance et Rougier, un établissement public de coopération intercommunale (EPCI) à fiscalité propre créé le 1er janvier 2017 dont le siège est à Belmont-sur-Rance. Ce dernier est par ailleurs membre d'autres groupements intercommunaux.
Sur le plan administratif, elle est rattachée à l'arrondissement de Millau, au département de l'Aveyron et à la région Occitanie. Sur le plan électoral, elle dépend du  canton des Causses-Rougiers pour l'élection des conseillers départementaux, depuis le redécoupage cantonal de 2014 entré en vigueur en 2015, et de la troisième circonscription de l'Aveyron  pour les élections législatives, depuis le dernier découpage électoral de 2010.

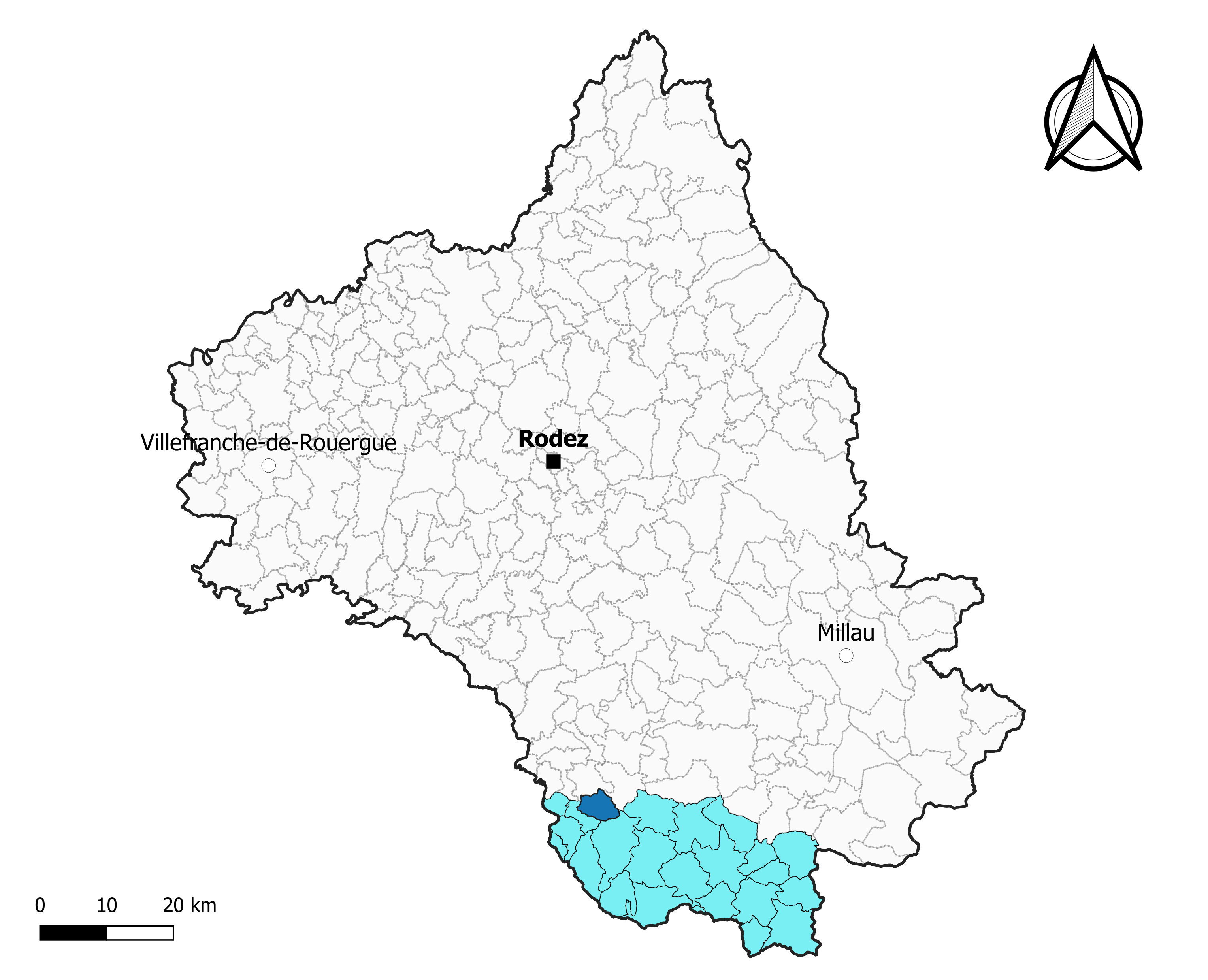
La Serre dans l'intercommunalité en 2020.
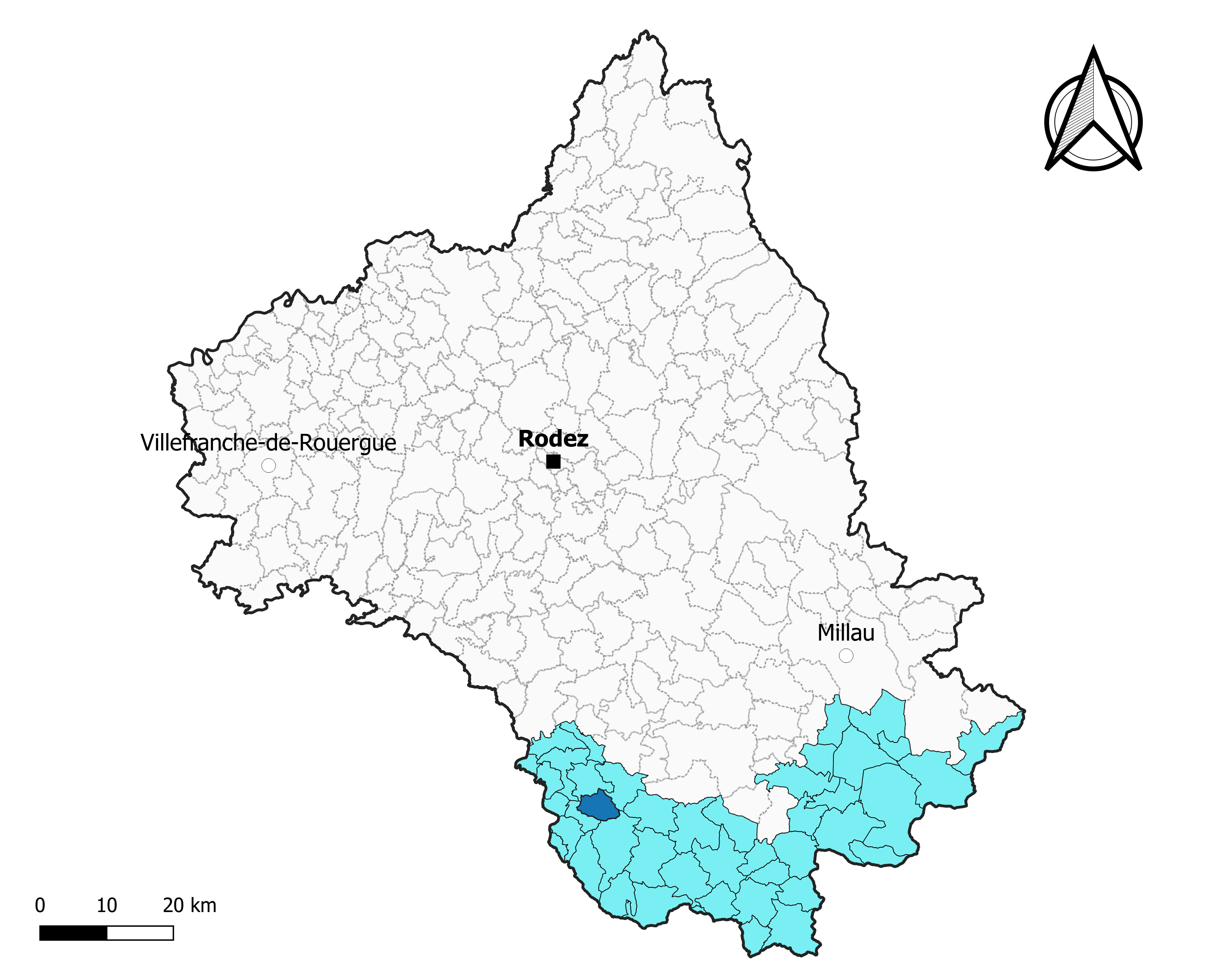
La Serre dans le canton des Causses-Rougiers en 2020.
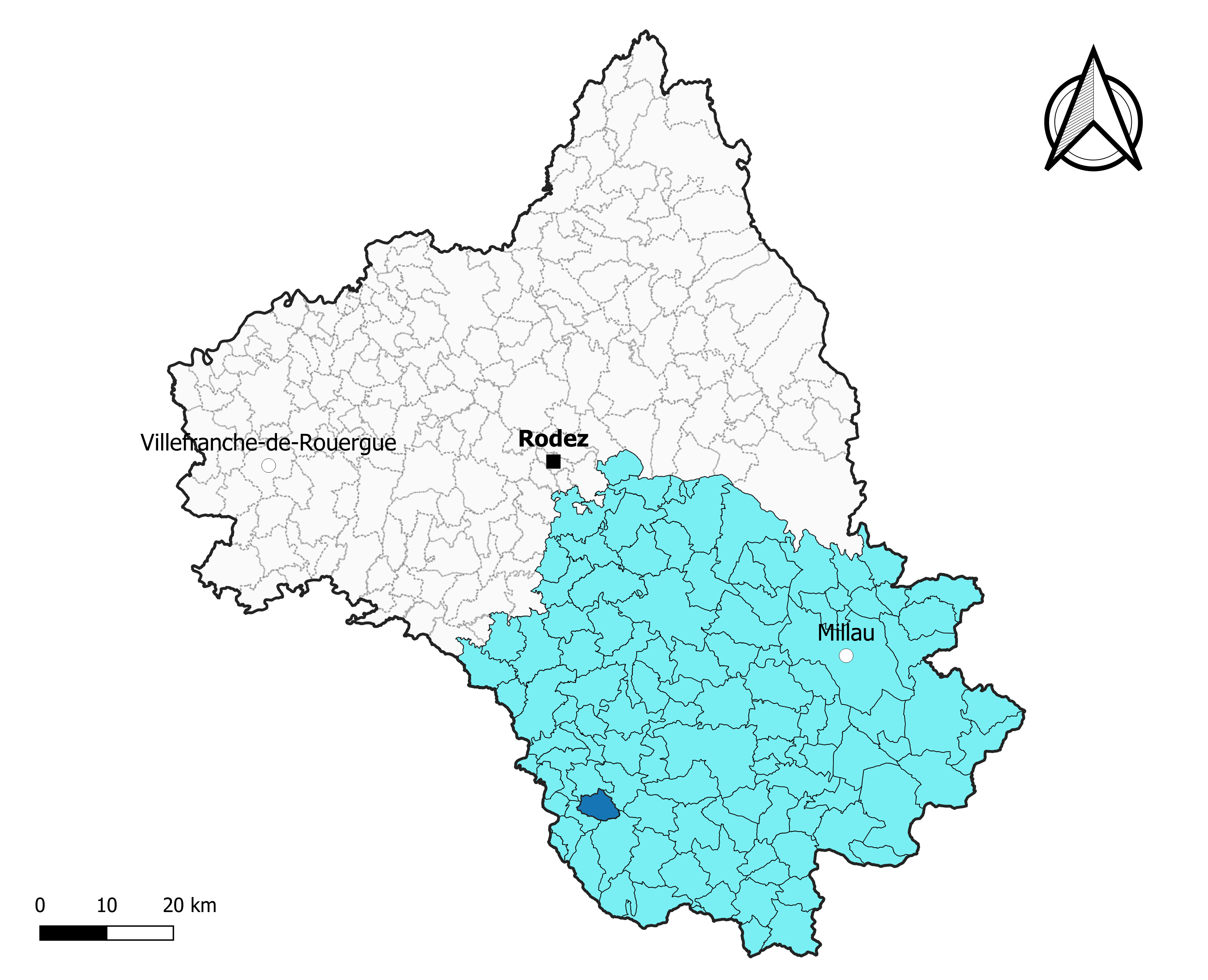
La Serre dans l'arrondissement de Millau en 2020.

### Élections municipales et communautaires

#### Élections de 2020
Le conseil municipal de Serre, commune de moins de 1 000 habitants, est élu au scrutin majoritaire plurinominal à deux tours avec candidatures isolées ou groupées et possibilité de panachage. Compte tenu de la population communale, le nombre de sièges à pourvoir lors des élections municipales de 2020 est de 11. La totalité des onze candidats en lice est élue dès le premier tour, le 15 mars 2020, avec un taux de participation de 75,4 %.
Franck Couderc, maire sortant, est réélu pour un nouveau mandat le 25 mai 2020.
Dans les communes de moins de 1 000 habitants, les conseillers communautaires sont désignés parmi les conseillers municipaux élus en suivant l’ordre du tableau (maire, adjoints puis conseillers municipaux) et dans la limite du nombre de sièges attribués à la commune au sein du conseil communautaire. Un siège est attribué à la commune au sein de la communauté de communes Monts, Rance et Rougier.

#### Liste des maires
| Période                                  | Période  | Identité        | Étiquette | Qualité                             |
| ---------------------------------------- | -------- | --------------- | --------- | ----------------------------------- |
| Les données manquantes sont à compléter. |          |                 |           |                                     |
|                                          |          |                 |           |                                     |
| mars 2008 (réélu en mai 2020)            | En cours | Franck Couderc, | DVD       | Professeur, profession scientifique |

## Démographie
L'évolution du nombre d'habitants est connue à travers les recensements de la population effectués dans la commune depuis 1793. Pour les communes de moins de 10 000 habitants, une enquête de recensement portant sur toute la population est réalisée tous les cinq ans, les populations de référence des années intermédiaires étant quant à elles estimées par interpolation ou extrapolation. Pour la commune, le premier recensement exhaustif entrant dans le cadre du nouveau dispositif a été réalisé en 2004.

En 2022, la commune comptait 127 habitants, en évolution de +8,55 % par rapport à 2016 (Aveyron : +0,37 %, France hors Mayotte : +2,11 %).
| 1793 | 1800 | 1881 | 1886 | 1891 | 1896 | 1901 | 1906 | 1911 |
| ---- | ---- | ---- | ---- | ---- | ---- | ---- | ---- | ---- |
| 118  | 120  | 516  | 505  | 507  | 481  | 510  | 420  | 415  |

| 1921 | 1926 | 1931 | 1936 | 1946 | 1954 | 1962 | 1968 | 1975 |
| ---- | ---- | ---- | ---- | ---- | ---- | ---- | ---- | ---- |
| 404  | 362  | 344  | 329  | 311  | 337  | 345  | 326  | 259  |

| 1982 | 1990 | 1999 | 2004 | 2006 | 2009 | 2014 | 2019 | 2022 |
| ---- | ---- | ---- | ---- | ---- | ---- | ---- | ---- | ---- |
| 204  | 176  | 140  | 144  | 139  | 129  | 118  | 126  | 127  |

## Économie

### Emploi
| Division       | 2008  | 2013  | 2018  |
| -------------- | ----- | ----- | ----- |
| Commune        | 4,7 % | 6,8 % | 5,1 % |
| Département    | 5,4 % | 7,1 % | 7,1 % |
| France entière | 8,3 % | 10 %  | 10 %  |

En 2018, la population âgée de 15 à 64 ans s'élève à 76 personnes, parmi lesquelles on compte 76,9 % d'actifs (71,8 % ayant un emploi et 5,1 % de chômeurs) et 23,1 % d'inactifs,. Depuis 2008, le taux de chômage communal (au sens du recensement) des 15-64 ans est inférieur à celui de la France et du département.
La commune est hors attraction des villes,. Elle compte 40 emplois en 2018, contre 42 en 2013 et 42 en 2008. Le nombre d'actifs ayant un emploi résidant dans la commune est de 56, soit un indicateur de concentration d'emploi de 71,4 % et un taux d'activité parmi les 15 ans ou plus de 53,5 %.
Sur ces 56 actifs de 15 ans ou plus ayant un emploi, 30 travaillent dans la commune, soit 54 % des habitants. Pour se rendre au travail, 68,4 % des habitants utilisent un véhicule personnel ou de fonction à quatre roues, 17,6 % s'y rendent en deux-roues, à vélo ou à pied et 14 % n'ont pas besoin de transport (travail au domicile).

### Activités hors agriculture
7 établissements sont implantés  à la Serre au 31 décembre 2019.
Le secteur de la construction est prépondérant sur la commune puisqu'il représente 42,9 % du nombre total d'établissements de la commune (3 sur les 7 entreprises implantées  à la La Serre), contre 13 % au niveau départemental.

### Agriculture
La commune est dans les Monts de Lacaune, une petite région agricole occupant le sud du département de l'Aveyron. En 2020, l'orientation technico-économique de l'agriculture  sur la commune est l'élevage d'ovins ou de caprins.
|               | 1988  | 2000  | 2010  | 2020  |
| ------------- | ----- | ----- | ----- | ----- |
| Exploitations | 35    | 26    | 19    | 23    |
| SAU (ha)      | 1 304 | 1 222 | 1 166 | 1 329 |

Le nombre d'exploitations agricoles en activité et ayant leur siège dans la commune est passé de 35 lors du recensement agricole de 1988  à 26 en 2000 puis à 19 en 2010 et enfin à 23 en 2020, soit une baisse de 34 % en 32 ans. Le même mouvement est observé à l'échelle du département qui a perdu pendant cette période 51 % de ses exploitations,. La surface agricole utilisée sur la commune a quant à elle augmenté, passant de 1 304 ha en 1988 à 1 329 ha en 2020. Parallèlement la surface agricole utilisée moyenne par exploitation a augmenté, passant de 37 à 58 ha.

## Culture locale et patrimoine

### Lieux et monuments
- Église de l'Assomption de Monteils[50].
- Chapelle Saint-Amand d'Anglas[51].
- Chapelle Saint-Christophe de Saint-Christophe[52].
- Statues-menhirs d'Anglas et de Monteils.
- Monteils[Note 8] est un ancien alleu de l'ordre du Temple qui faisait partie des membres de la commanderie de Sainte-Eulalie-de-Cernon[53].

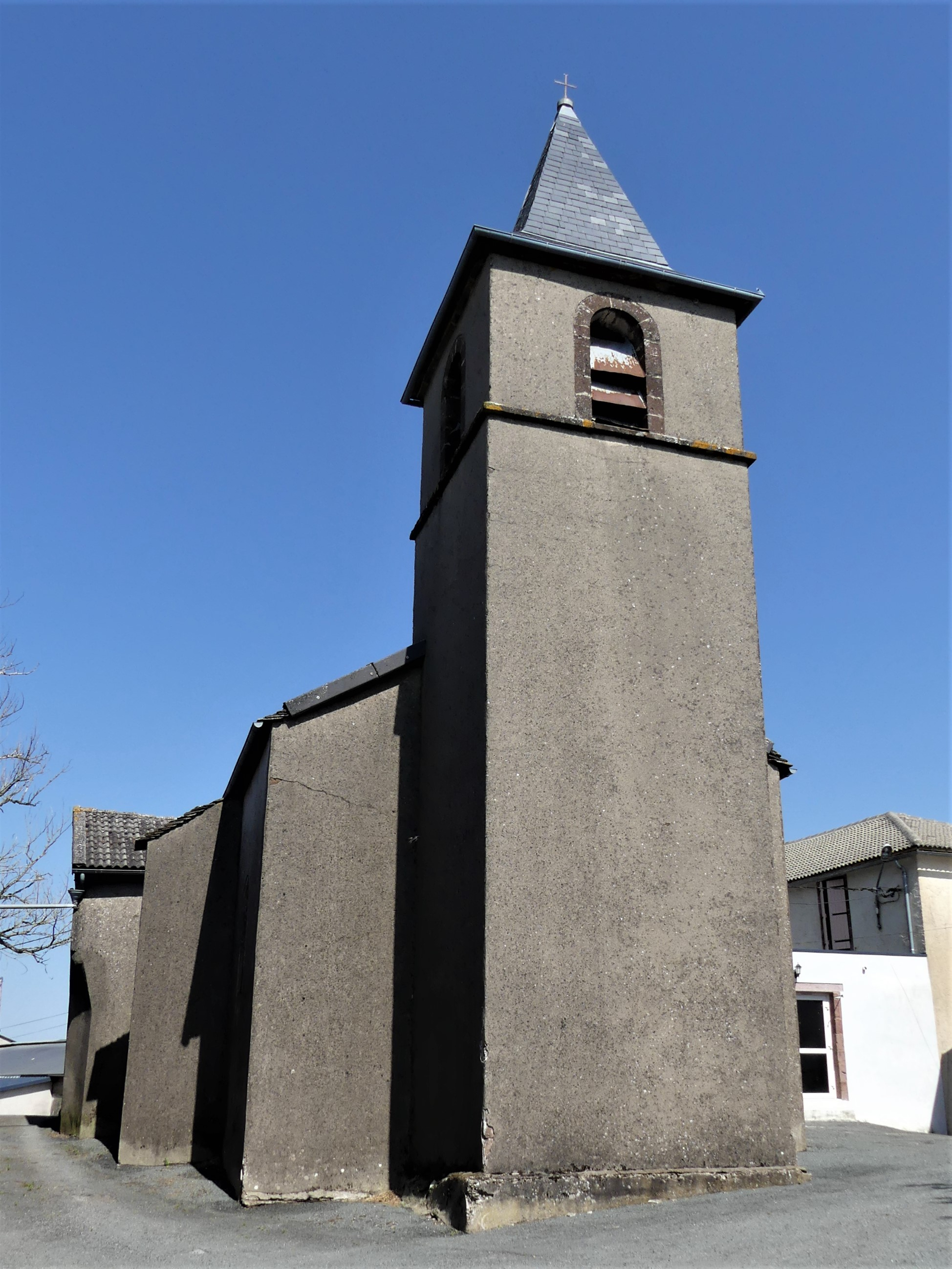
La chapelle d'Anglas.
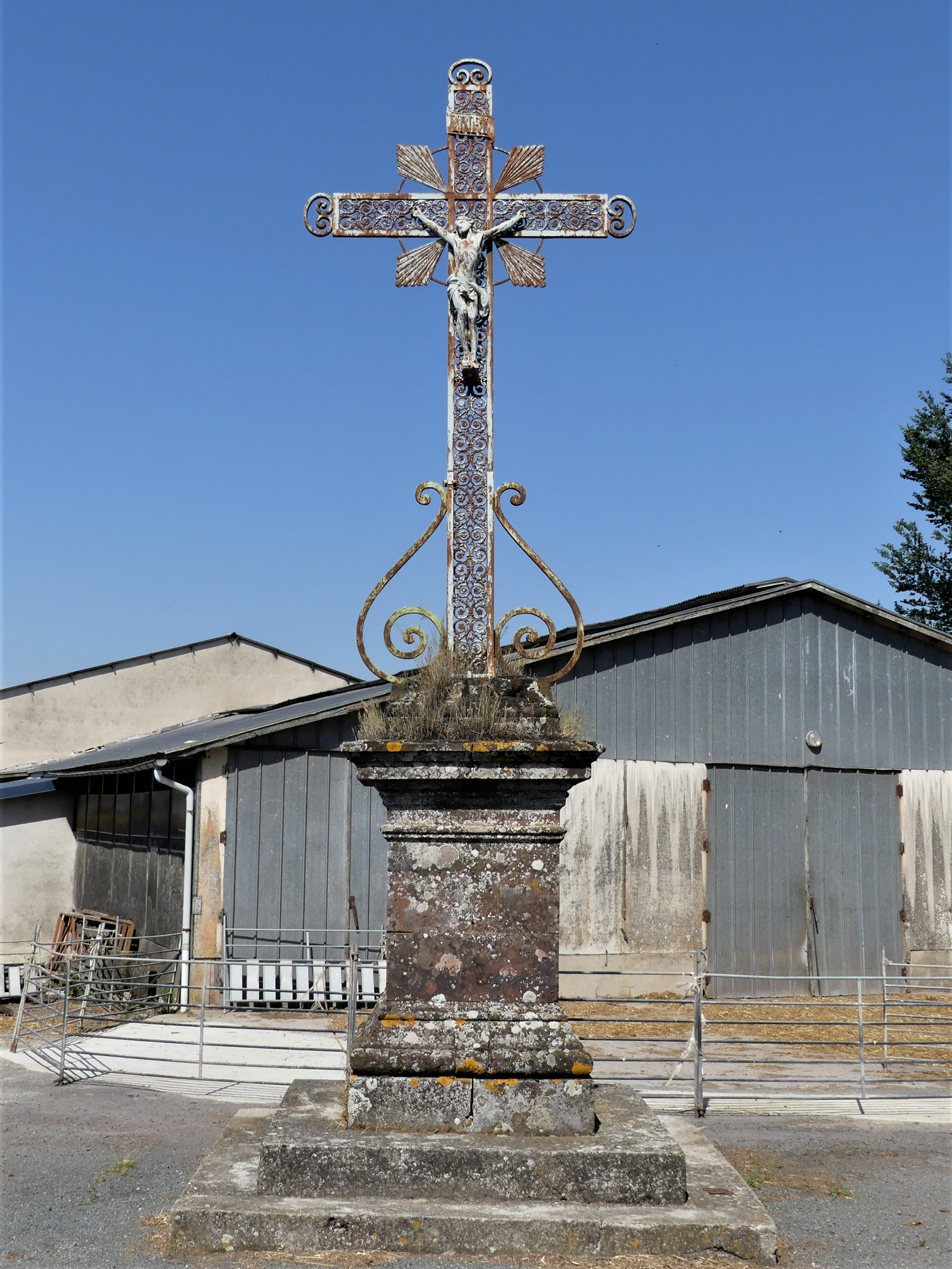
Crucifix dans le village d'Anglas.

### Héraldique
| Blason de La Serre | Blason  | D’azur, à deux pals d’argent, chargés en fasce d'une croix de Malte de gueules; au chef de sinople, chargé d’une tête de Méduse accostée de deux statues menhir, le tout d’argent. |
| Blason de La Serre | Détails | L’azur symbolise les cours d’eau communaux qui sont au nombre de trois: La Gravière, le ruisseau de Goucille et le Merdanson. La commune actuelle est le résultat du regroupement de trois anciennes paroisses: Monteils, Anglas et Saint-Christophe. Ils sont également représentés par chacune des parties azur. L’argent et la croix de Malte proviennent des armes des chevaliers de Saint-Jean-de-Jérusalem qui dirigeaient la commanderie de Monteils. La reprise intégrale des armes de famille étant interdite pour les municipalités, il suffit d'en emprunter un ou plusieurs éléments. Le chef qui symbolise la hauteur permet de traduire le nom du village; il est de sinople pour indiquer la présence de vastes pâturages propices à l’élevage surtout ovin. Les deux statues menhir représentent celles qui ont été trouvées à Anglas et à Monteils. La tête de Méduse symbolise le sanctuaire gallo romain découvert au Fraysse. Il était dédié à Minerve, la déesse de la guerre, de la sagesse et des arts. Dans l'antiquité elle était représentée en guerrière avec une chouette, un bouclier sur lequel figure la tête de Méduse, puissante divinité qui transformait instantanément en pierre quiconque la regardait. Les ornements sont deux gerbes de blé d'or, mises en sautoir par la pointe et liées d'azur pour honorer l'activité agricole. Le listel d'argent porte le nom de la commune en lettres majuscules de sable. La couronne de tours dit que l’écu est celui d’une commune ; elle n’a rien à voir avec des fortifications. Le statut officiel du blason reste à déterminer. |